# Афонин, Александр Дмитриевич
Александр Дмитриевич Афонин (9 октября 1940, Москва) — советский футболист, нападающий, тренер. Мастер спорта СССР.

## Биография
В 1958 году окончил Лосиноостровскую среднюю школу. В команде «Локомотив» (Лосиноостровская) играл вместе с Альбертом Шестернёвым, вместе с которым в возрасте 17 лет был приглашён Борисом Аркадьевым в молодёжную команду ЦСК МО. В 1962 году окончил ГЦОЛИФК. После окончания института был распределён в Йошкар-Олу, где в 1962—1970 годах выступал за «Труд» / «Спартак». Весной 1965 года получил тяжёлую травму — закрытый перелом обеих костей правой голени в нижней трети, но уже через три месяца вернулся на поле.
После окончания карьеры игрока с 1971 года стал тренером «Спартака». В 1972—1975, 1978—1980 годах — старший тренер «Спартака» / «Дружбы». Слушатель Высшей школы тренеров (1976—1977). В 1981 году начал работать в ДЮСШ Йошкар-Олы с командой 12-летних. Проработал два года, среди выпускников — Сергей Пименов, Александр Ненашкин, Олег Квасков. Далее работал в «Рубине» Казань (1983, тренер), Дружба (Йошкар-Ола) (1984—1986), ДЮСШ (Йошкар-Ола) (1987—1989), ИРБЛ (Лагуат, Алжир, 3 дивизион, 1990—1991), «Рубин-ТАН» Казань (1992—1993, тренер), «Лада» Тольятти (1995, тренер), «Нефтехимик» Нижнекамск (1996—1997, тренер; 1997, главный тренер), «Рубин» Казань (1997—2001, тренер; 1998 и 2001, исполняющий обязанности главного тренера), «Диана» Волжск (2001—2002), «Луч-Энергия» Владивосток (2004, тренер, исполняющий обязанности главного тренера).
С 2004 года — тренер команды йошкар-олинского Радиомеханического техникума.